# Július Tatár
Július Tatár (4. dubna 1898 Žilina – 23. března 1987 Žilina) byl slovenský filatelista, podnikatel - obchodník, fotograf a amatérský entomolog ze Žiliny. Byl také jedním ze zakládajících členů Slovenské entomologické společnosti v Žilině. Veřejnosti je znám hlavně jako filatelista, protože byl nestorem organizované filatelie v Žilině a též jedním z předsedů Čs. svazu filatelistů v Žilině.

## Entomologické aktivity
Patřil ke skupině zakládajících členů první Slovenské entomologické společnosti v Žilině, kdy na mimořádném valném shromáždění dne 12. března byly přijaty stanovy společnosti. V čase jejího vzniku bývalo sídlo společnosti v Žilině Námestie slobody.
K jeho entomologickým aktivitám patřil především výzkum hmyzu různých řádů, ale též fotografování a filmování. Fotograficky zabezpečoval dokumentaci entomologických aktivit některých významnějších akcí této společnosti. Dne 14. října 1945, na posledním valném shromáždění první Slovenské entomologické společnosti v Žilině, věnoval do archivu společnosti 12 fotografií z nejvýznamnější entomologické výstavy, kterou tato společnost zorganizovala roku 1942 v Žilině.
Jeho sbírka hmyzu se pravděpodobně nezachovala. Není známo, že by někdy publikoval některou práci z oboru entomologie z území Slovenska.

## Jiné aktivity
Byl známý pro svou vysokou aktivitu podnikatelských, kulturních a školských kruzích v rámci města Žiliny.
V Žilině pracoval jako obchodník.